# Расплавленный человек
Расплавленный человек (англ. Molten Man) — вымышленный персонаж, появляющийся в американских комиксах издательства Marvel Comics. Некогда бывший инженер-химик по имени Марк Рэкстон (англ. Mark Raxton) мечтал разбогатеть, однако, став жертвой собственных амбиций, Рэкстон случайно опрокинул на себя сосуд с металлическим сплавом из жидкого металла. Таким образом, Рэкстон обрёл сверхпрочное тело и получил способность генерировать сильное тепло и излучение. Став преступником, Расплавленный человек вступил в конфронтацию с Человеком-пауком, но впоследствии свернул с криминального пути. Также он является сводным братом Лиз Аллан.
На протяжении многих лет с момента своего первого появления в комиксах Расплавленный человек появился в других медиа продуктах, в том числе мультсериалах и видеоиграх. В фильме «Человек-паук: Вдали от дома» 2019 года появляется существо, основанное на Расплавленном человеке, на деле оказавшееся иллюзией, созданной дронами Мистерио.

## История публикаций
Расплавленный человек был создан сценаристом Стэном Ли и художником Стивом Дитко и впервые появился в The Amazing Spider-Man #28 (Сентябрь, 1965).

## Биография вымышленного персонажа
Будучи ассистентом Спенсера Смайта, Марк Рэкстон помог ему разработать экспериментальный металлический сплав, полученный из метеорита, содержащего органическое вещество. Во время ссоры между ними металлический сплав случайно пролился на тело Ракстона и пропитал его кожу. Опасаясь за свою жизнь, Рэкстон отправился в ближайшую больницу, но обнаружил, что сплав наделил его экстраординарными способностями. Осознав потенциал, который дали ему его новые способности, Рэкстон, действуя под прозвищем Расплавленный человек, встал на путь преступности, решив заработать много денег на лучшую жизнь. Питер Паркер, альтер эго Человека-паука, был вынужден пропустить свой выпускной в средней школе, чтобы предотвратить первое преступление Расплавленного человека.
После окончания средней школы Элизабет Аллан начала работать медсестрой, помогая Рэкстону, являющемуся её сводным братом. Лишь после попытки напасть на неё, Рэкстон осознал, что его сводная сестра была единственным членом семьи, который не отвернулся от него. После нескольких отчаянных неудачных попыток излечиться от мутации, Рэкстон попал в тюрьму для преступников с супер-способностями, расположенную в Скалистых горах Колорадо.
Спустя годы, примирившись с Рэкстоном, Лиз и её муж Гарри Озборн устроили Марка на работу в «Osborn Industries», в качестве начальника службы безопасности. Рэкстон поддержал Лиз, когда Гарри вновь стал Зелёным гоблином, а позже помог Человеку-Пауку поймать его. С тех пор Расплавленный Человек и Человек-Паук стали друзьями, однако, когда Бен Рейли взял на себя роль Человека-Паука, у них возникли непродолжительные разногласия, пока они не объединились против Гонты.
Также Рэкстон противостоял Сорвиголове, будучи отравленным галлюциногенным газом Мистера Страха. Сорвиголове удалось избавить Рэкстона от действия газа, прежде чем тот успел кого-то ранить.
Некоторое время спустя, Расплавленный человек был похищен Норманом Озборном, оригинальным Зелёным Гоблином, который промыл ему мозги. Расплавленный человек напал и убил приспешницу Озборна Элисон Монгрейн, которая оказалась одной из немногих, кто знал истинную причину выкидыша Мэри Джейн Уотсон. Несмотря на избавление от влияние Озборна, Рэкстон продолжал винить себя за этот инцидент.
Во время событий Civil War Человек-паук публично раскрыл свою личность, поддержав закон о регистрации супергероев. Хамелеон завербовал таких суперзлодеев как Пугало, Блуждающий Огонь, Электро и Рой в команду под названием Истребители. Затем он начал шантажировать Рэкстона, угрожая причинить вред ребёнку, которого тот воспитывал, если Марк не присоединится к нему. Они заставили Лиз позвонить Человеку-Пауку, чтобы тот пришёл к ней домой, угрожая причинить вред Норми. Когда Человек-Паук прибыл с Чёрной кошкой, на них напали Рэкстон, Блуждающий Огонь и Пугало. Человеку-Пауку и Чёрной Кошке удалось победить их, после чего Стенолаз заставил Рэкстона выдать им местоположение Хамелеона. Марк признался, что Хамелеон охотился за тётей Мэй после чего, по всей видимости, был арестован полицией.

## Силы и способности
Расплавленный человек получил сверхчеловеческие способности в результате воздействия органического сплава из жидкого металла, полученного из метеора, обнаруженного Спенсером Смайтом. Сплав полностью пропитал его кожу, превратив в твёрдое металлическое вещество все внешние ткани тела Рэкстона, а также плавки, ремень и ботинки, которые тот носил во время несчастного случая. Таким образом, Расплавленный человек обрёл сверхчеловеческую силу, а его кожа оказалась покрыта сплавом и стала невосприимчивой к силе трения, что обеспечило ему высокую степень устойчивости к физическим травмам. Металлические пальцы Рэкстона достаточно чувствительны, чтобы взламывать замки (что делает его опытным взломщиком сейфов), а его кожа настолько скользкая, что его невозможно удержать паутиной Человека-Паука. Кроме того, кожа Расплавленного человека в состоянии излучать сильный жар, обжигая любого, кто попытается прикоснуться к нему. С её помощью, Рэкстон может стрелять огненными снарядами в своих врагов. Когда-то его кожа была похожа на расплавленную лаву, что позволяло ему излучать излучение и нагреваться до 300 °F (149 °C).
Кроме того, в отличие от большинства злодеев Человека-Паука, Расплавленный человек обладает высоким уровнем интеллекта, в дополнении к грубой физической силе. Он является выпускником колледжа со степенью бакалавра наук в области химического машиностроения.

## Альтернативные версии

### Ultimate Marvel
Во вселенной Ultimate Marvel Марк Рэкстон представлен как гитарист местной панк-рок группы под названием «Расплавленный человек». В одной из их песен есть строчка «Я твой расплавленный человек, и я таю на тебе».
Впервые он появляется в Ultimate Spider-Man #78, где приглашает Мэри Джейн Уотсон на свидание. Та неохотно соглашается, после чего большую часть совместного вечера они говорят о Питере Паркере, её бывшем молодом человеке. После непродолжительного поцелуя, Мэри Джейн понимает, что не хочет быть с кем-то кроме Питера и Марк принимает её выбор. В дальнейшем он появляется в Ultimate Spider-Man #88, где надевает костюм Человека-Паука с целью рекламирования своей группы. Позже он встречает Мэри Джейн в торговом центре и видит, что парнем, с которым она проводит время, является Питер.

## Вне комиксов

### Телевидение
- Расплавленный человек является одним из второстепенных антагонистов мультсериала «Новые приключения Человека-паука» 2008 года[11], где его озвучил Эрик Лопес[12]. Здесь его зовут Марк Аллан, биологический брат Лиз Аллан. До и во время событий эпизода «Подтекст» он проводит шесть месяцев в колонии для несовершеннолетних за кражу автомобиля, организованной с целью выплаты долгов за участие в азартных играх, прежде чем вернуться в среднюю школу, где он влюбляется в Мэри Джейн Уотсон и, в конечном итоге, становится её парнем. Тем не менее, Марк вновь поддаётся своей игровой зависимости и становится должником Блэки Гэкстона. Не видя другого способа расплатиться с долгами, Марк становится подопытным Зелёного Гоблина. Майлз Уоррен вводит ему специальный раствор, при воздействии которого кожа Марка начинает светиться и наделяет его сверхчеловеческими способностями. В тайне контролируя способности Марка, Гоблин манипулирует Алланом, заставляя его сражаться с Человеком-Пауком в роли Расплавленного человека. Марк терпит поражение от руки супергероя и вновь садится за решётку. В эпизоде «Премьера» Марк и его сокамерники встают на пути Человека-Паука, когда тот проникает в тюрьму, где они отбывают срок, однако вскоре после этого они теряют сознание, в результате воздействия газа, выпущенного Уолтером Харди.
- Джеймс Арнольд Тэйлор озвучил Расплавленного человека в мультсериале «Великий Человек-паук» 2012 года[12].
- В мультсериале «Человек-паук» 2017 года Расплавленный человек появляется в эпизоде «Совершенно новый день», где его озвучил Имари Уильямс[12].

### Кино
Один из Элементалей, основанный на Расплавленном человеке, появляется в фильме «Человек-паук: Вдали от дома» 2019 года, действие которого разворачивается в Кинематографической вселенной Marvel. Режиссёр картины Джон Уоттс описал своё отношение к персонажу следующим образом: «Есть множество злодеев Человека-паука из среды негодяев, которых я бы хотел раскрыть несколько глубже того, чего многие от них ожидают... такие злодеи, как Гидромен и Расплавленный Человек, по всей видимости, не входят в высшую лигу. Тем не менее, они открывают удивительные визуальные возможности и позволяют поместить Человека-паука в действительно непростые ситуации». Квентин Бек, который идентифицирует существо как Огненного элементаля, заявляет, что тот использовал свои способности питаться металлом и энергией из ядра Земли, чтобы уничтожить родной мир Бека. Огненный элементаль нападает на Прагу, где терпит поражение от рук Человека-паука и Мистерио. Тем не менее, вскоре после этого Человек-паук обнаруживает, что все Элементали являются иллюзиями, созданными Мистерио и другими бывшими сотрудниками «Stark Industries», с целью получения технологии Тони Старка и возвышения Мистерио как героя.

### Видеоигры
- Расплавленный человек является неигровым персонажем в Marvel: Ultimate Alliance 2, фигурируя в версиях для PS3, Xbox 360, PS4, Xbox One и PC[14].
- Расплавленный человек является одним из игровых персонажей в Marvel: Future Fight.
- Марк Рэкстон появляется в игре Marvel’s Avengers 2020 года, в DLC «С великой силой»[15].

### Товары
Hasbro, Lego и Funko выпустили фигурки Расплавленного человека на основе его появления в фильме «Человек-паук: Вдали от дома».